# Malcolm Wynn-Jones
Malcolm Peregrine Geoffrey St. John Wynn Jones, más conocido como Malcolm Wynn-Jones, es un personaje ficticio de la serie británica Spooks, interpretado por el actor británico Hugh Simon desde 2002 hasta 2010.
En enero del 2015 se anunció que Hugh interpretaría nuevamente a Malcolm en la película Spooks: The Greater Good.

## Biografía
Malcolm nació en 1958, su padre David Wynn-Jones era un vicario y su madre Amelia, es ama de casa; hijo único, Malcom sufre de asma lo cual afecta su resistencia física. 
Su padre tuvo una gran influencia en él, obligándolo a despertar temprano y recitar los verbos en latín antes del desayuno; murió en 1986. Asistió a la Escuela para Varones entre 1969 y 1976, obteniendo dieces en los niveles de grado y cinco en los niveles de química, física, matemáticas, latín y griego. Después de terminar la escuela pasó un año en Italia, trabajando como arqueólogo, luego asistió al colegio de St. John's en la Universidad de Cambridge y obtuvo un MA en Ciencias Naturales.
El director de la escuela le manda unas cartas a sus padres, mostrando que a la edad de 14 años ya hacia cosas impresionantes, dejando asombrados a varios compañeros, aunque Malcom pasa un mal tiempo en la escuela, ya que es objeto de intimidaciones ocasionando que no se integre adecuadamente. Malcolm no oculta que es una persona conservada a sus compañeros en la universedad; algunos estudiantes en decían que su esnobismo lo había heredado de su madre, quien anteriormente había sido descrita por un vecino como una "bruja".
Trabaja como director para una empresa de medios de comunicación entre 1985 y 1990, donde hizo una cantidad importante de dinero y ahora posee una fortuna estimada de £ 5.000.000. Anteriormente había trabajado para el ministro entre 1980 y 1985.
Malcom habla con fluidez 4 idiomas: el ruso, árabe, mandarín y alemán. Su pasión es la música de la iglesia, le encanta coleccionar dispositivos de escucha (que es una combinación de un pequeño transmisor de radio con un micrófono) de 1970 y la Revolución Industrial. Su vida social es inactiva y se ve afectada cuando entra al MI5 y se une a la Sección D, el 7 de enero de 1990, ya que las operaciones ocupan casi todo su tiempo.

## Trabajo en el MI5
Malcolm comenzó trabajando como analista y algunos de los agentes lo describían como "un hombre de aspecto extraño". Es un trabajador dedicado, dedicado a su formación y a las evaluaciones del MI5; es un excelente oficial de vigilancia, lingüista, también se destaca en las cuestiones técnicas, así como en el trabajo en equipo. Debido a su asma, no está físicamente en forma, y tiene una tendencia a caer en pánico cuando está bajo presión.
Es una persona con una gran integridad física, pero que no arriesgaría su vida en el trabajo, aunque eso no quiere decir que no sea una parte vital del equipo, ya que para que las operaciones transcurran con éxito es muy importante sus análisis, su mente trabaja a la velocidad de la luz, realizar las conexiones y las deducciones que pueden hacer la diferencia entre la vida y la muerte para los agentes en las operaciones, no es del tipo de persona que hace alboroto, ya que no le gusta ser el centro de atención y cuando el trabajo está hecho es más probable que cree un crucigrama críptico en su mente en vez de comenzar a presumir su éxito.
Uno de sus primeros trabajos fue hacerse pasar por el hermano de Ruth Evershed, "Giles Evershed", cuando ella se enamora de alguien que el equipo está vigilando.
Malcolm parece ser más débil que sus colegas en el episodio Diana, cuando todo el equipo se enfrenta a una bomba en la agencia y a él se le da la tarea de cortar los cables para evitar la explosión, esto ocasiona que se paralice y no saber que alambre cortar, más tarde le revela a Ruth que la valentía lo aterroriza y en ocasiones acude a un psicólogo para que lo ayude a manejar sus ataques de pánico.
Con uno de los agentes con los que ha entablado una buena amistad es Colin Wells, pero este es brutalmente asesinado durante un intento de ataque terrorista en Gran Bretaña, esto ocasiona que considere la posibilidad de abandonar al equipo, ya que no podía pretender que nada le había pasado a su amigo, pero su Oficial Superior Adam Carter lo persuade de quedarse.